# Мещеринов, Григорий Васильевич
Григорий Васильевич Мещеринов (1827—1901) — русский генерал от инфантерии. Западно-Сибирский генерал-губернатор.  Командующий войсками Казанского военного округа. Член ЗСОИРГО (1881)

## Происхождение, образование
Родился 22 января 1827 года, происходил из дворян Калужской губернии, сын предводителя дворянства Калужской губернии отставного генерал-майора Василия Дмитриевича Мещеринова (во время Отечественной войны 1812 года командовал 18-м егерским полком, затем 17-й пехотной дивизией). Образование получил в Школе гвардейских подпрапорщиков и кавалерийских юнкеров, откуда выпущен 10 августа 1845 года по 1-му разряду с занесением на мраморную доску и был зачислен корнетом в лейб-гвардии Конный полк.

## Служба
В 1846 году поручик (с 10 августа) Мещеринов был прикомандирован к гвардейскому Генеральному штабу адъютантом, а через два года на основании экзамена в Императорской военной академии зачислен в Гвардейский Генеральный штаб, где 10 августа 1849 года был произведён в штабс-капитаны и 23 января 1850 года назначен старшим адъютантом по части Генерального штаба в штабе Гвардейского резервного кавалерийского корпуса; в 1851 году был награждён первым орденом — св. Анны 3-й степени. Со 2 июля 1851 года Мещеринов занимал должность старшего адъютанта в штабе Гвардейского и Гренадерского корпуса, 10 августа 1852 года произведён в капитаны и в 1853 году получил высочайшую благодарность за составление «Свода приказов по Генеральному штабу с 1815 по 1853 год».
21 июля 1854 года Мещеринов был произведён в подполковники и назначен обер-квартирмейстером Гренадерского корпуса. Во время Восточной войны участвовал в походе Гренадерского корпуса в Крым. За отличие в войсковых передислокациях войск под Евпаторией был 25 ноября 1855 года произведён в полковники и в 1856 году награждён орденом св. Владимира 4-й степени.
С 8 сентября 1856 года Мещеринов исполнял дела начальника штаба 5-го армейского корпуса и в 1859 году награждён орденом св. Анны 2-й степени. 23 апреля 1861 года произведён в генерал-майоры с утверждением в занимаемой должности.
С назначением военным министром Д. А. Милютина в 1862 году Мещеринов 20 декабря был определён вице-директором департамента Генерального штаба, затем с 1 декабря 1863 года — Главного управления Генерального штаба.
В 1864 году стал членом специального комитета по устройству и образованию войск. 4 апреля 1865 года Мещеринов был назначен в Свиту Его Величества.
1 января 1866 года он стал помощником начальника Главного штаба. 20 мая 1868 года произведён в генерал-лейтенанты. В эти же годы он состоял постоянным членом комитета по передвижению войск по железной дороге и членом Комиссии для пересмотра системы податей и сборов, с 1869 года был председателем комиссии по вопросу о постройке казарм для всех частей армии и принимал участие в составлении первого положения о запасных и местных войсках; также он состоял членом Особой комиссии о преобразовании воинской повинности. 26 декабря 1876 года Мещеринов был назначен генерал-адъютантом. Во время русско-турецкой войны 1877—1878 годов Мещеринов неоднократно совершал командировки в Болгарию в действующую армию.
За это время Мещеринов неоднократно получал высочайшие благодарности и был удостоен орденов св. Владимира 3-й степени (в 1862 году), св. Станислава 1-й степени (в 1866 году), св. Анны 1-й степени (в 1870 году), св. Владимира 2-й степени (в 1871 году) и Белого Орла (в 1873 году).
В 1880 году Мещеринов был награждён орденом св. Александра Невского и назначен исправляющим должность генерал-губернатора Западной Сибири, наказного атамана Сибирского казачьего войска и командующего войсками Западно-Сибирского военного округа и 19 февраля 1881 года был утверждён в занимаемой должности.
С 25 мая 1882 года Мещеринов был командующим войсками Казанского военного округа. 15 мая 1883 года пожалован чином генерала от инфантерии. В 1887 году получил бриллиантовые знаки к ордену св. Александра Невского, в 1891 году был награждён орденом св. Владимира 1-й степени и в 1896 году — орденом св. Андрея Первозванного.

## Семья, дети

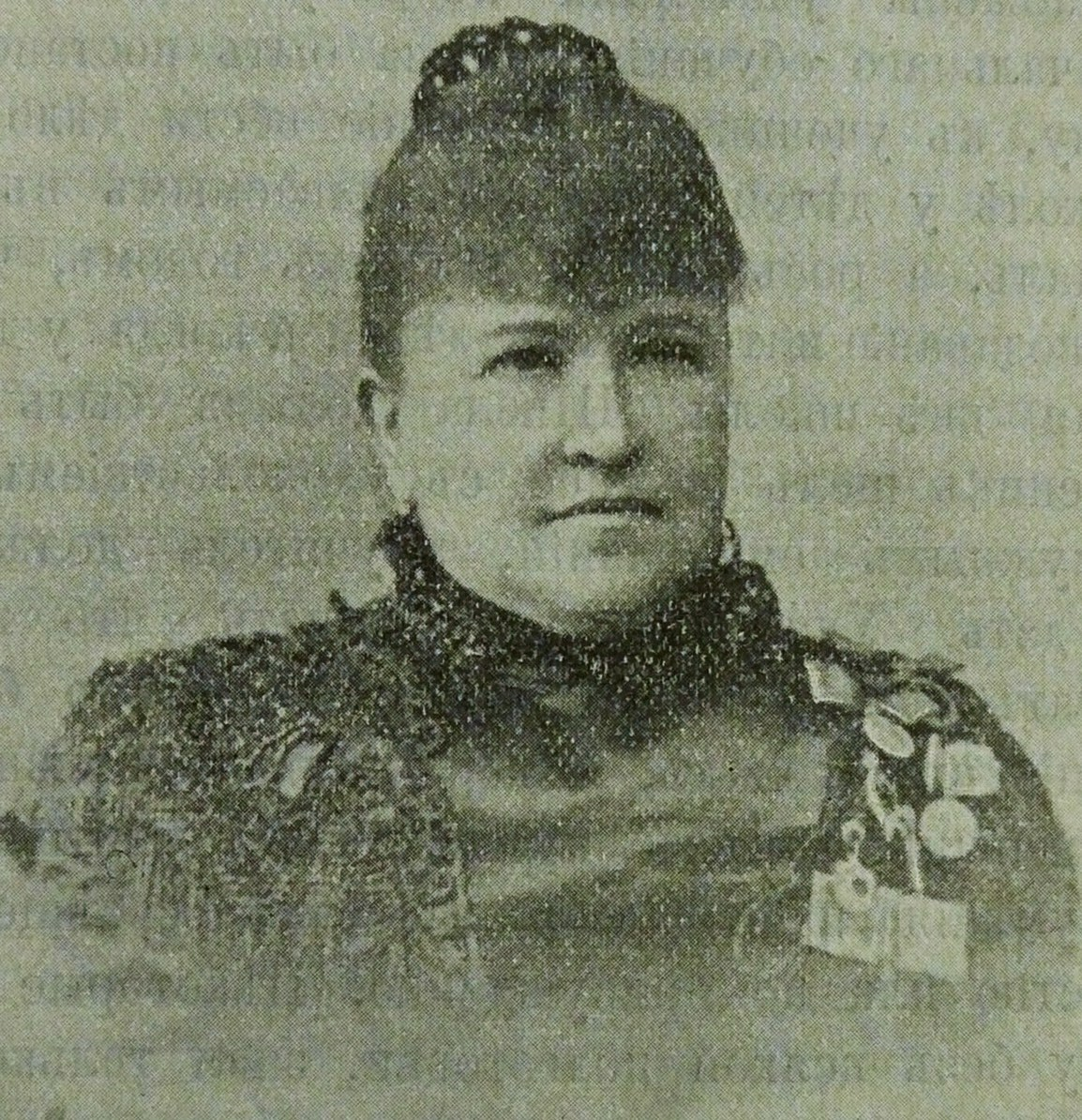
Вера Дмитриевна Мещеринова (фото из журнала «Деятель» за август — сентябрь 1900 г.)

Состоял в браке с Верой Дмитриевной Мещериновой (в девичестве — Белевцовой) (ум. в 1911 г.), которая была известна своей общественной деятельностью — главным образом, в качестве председательницы Казанского управления Российского общества «Красного Креста». Кроме этого, В. Д. Мещеринова являлась почётным членом «Казанского Общества Трезвости».
У супругов Г. В. и В. Д. Мещериновых было шесть детей:
- Александр Григорьевич (1863—1896) — полковник;
- Николай Григорьевич статский советник, управляющий Бородинским имением;
- Сергей Григорьевич;
- Павел Григорьевич (1867 — после 1918) — генерал-майор, участник Первой мировой и Гражданской войн[4];
- Елена Григорьевна;
- Екатерина Григорьевна (1874—1933), бывшая замужем за предводителем дворянства Фатежского уезда Курской губернии, статским советником Н. Н. Богдановым[5] (после революции в эмиграции во Франции).

## Кончина, погребение
Г. В. Мещеринов скончался 26 августа 1901 г. в Казани. Похоронен в Москве на Новодевичьем кладбище.